# Vezet
Vezet era una comuna francesa situada en el departamento de Alto Saona, de la región de Borgoña-Franco Condado, que el 1 de enero de 2016 pasó a ser una comuna delegada de la comuna nueva de La Romaine al fusionarse con las comunas de Greucourt y Le Pont-de-Planches.

## Demografía
| Gráfica de evolución demográfica de Vezet entre 1800 y 2013 |
|                                                             |

Los datos demográficos contemplados en este gráfico de la comuna de Vezet se han cogido de 1800 a 1999 de la página francesa EHESS/Cassini, y los demás datos de la página del INSEE.